# Simpang Antara
Simpang Antara is een bestuurslaag in het regentschap Bener Meriah van de provincie Atjeh, Indonesië. Simpang Antara telt 270 inwoners (volkstelling 2010).